# Семь Ключей (Октябрьский район)
Семь Ключей — бывший посёлок в составе Октябрьского района города Екатеринбурга в  Свердловской области.

## География
Посёлок расположен в 5 км к востоку от Екатеринбурга, фактически находясь вплотную к нему, расположен при ЕКАДе, к востоку от него. Ближайшая железнодорожная станция — Исток. Ближайшие населённые пункты — Екатеринбург, посёлки Исток и Малый Исток.

## История
Посёлок до 2000-х годов входил в состав Кольцовского поселкового совета. После этого вплотную к посёлку возведена развязка ЕКАД и Тюменского тракта. Посёлок имеет одну улицу Раздольная.
9 декабря 2014 года был назначен опрос жителей по вопросу присоединения поселка к городу Екатеринбургу. Протокол опроса был утвержден 10 марта 2015 года.
11 февраля  2016 населённый пункт был упразднён и включён в городскую черту Екатеринбурга.

## Население
| 2002 | 2009 | 2010 |
| ---- | ---- | ---- |
| 37   | ↘33  | ↗150 |

По переписи 2010 года в посёлке проживало 150 человек, в том числе 73 мужчины и 77 женщин. Преобладающая национальность (на 2002 год) — русские (89 %).

## Инфраструктура
В посёлке есть фельдшерский пункт. Промышленных предприятий нет.
В черте посёлка расположен пансионат для инвалидов «Семь Ключей».

## Транспорт
До посёлка можно добраться из Екатеринбурга на автобусе.